# مانويل تشوا
مانويل تشوا هو عارض فلبيني، ولد في 29 أكتوبر 1980 في كاباناتوان في الفلبين.